# Organisation de l'aïkido en France
 (novembre 2010).
En France, l'aïkido se pratique à la fois au sein de clubs affiliés à l'une des deux fédérations sportives agréées par l'Etat, la Fédération française d'aïkido et de budo et la Fédération française d'aïkido, aïkibudo et affinitaires et au sein de clubs, plus communément appelés Dojo, ou d'associations indépendants de la structure fédérale, eux-mêmes pouvant se rattacher à une école ou une tendance. La plupart des clubs[réf. nécessaire] sont constitués en association loi de 1901. Pour ce qui concerne la délivrance des grades et des brevets d'enseignement, la FFAB et la FFAAA sont réunies dans une entité unique, l'Union des fédérations d'aïkido.
Cette organisation résulte à la fois de l'histoire particulière de l'aïkido en France et par les exigences réglementaires des pouvoirs publics français. En termes d'histoire, l'aïkido fut d'abord pratiqué au sein de la Fédération française de Judo et Disciplines Associées, dont il s'est séparé en deux temps, expliquant la présence, réglementairement irrégulière, de deux fédérations agréées pour une seule et même discipline. Le passage par la France de plusieurs experts, devenus les référents techniques de leurs élèves, a conduit à une multiplicité des écoles et des courants, dont certains n'ont pas trouvé leur place dans les deux grandes fédérations. Réglementairement, des textes particuliers encadrent la délivrance des diplômes (grades dan) et des brevets d'enseignement reconnus par l'État. Ces textes fixent des conditions et des modalités d'examen pouvant être ressenties comme incompatibles avec le fonctionnement traditionnel des écoles (koryū). De ce fait, l'État ne reconnait comme valides que les grades délivrés par l'UFA (à l'exclusion des grades décernés par des fédérations internationales), et réciproquement, les fédérations internationales ne reconnaissent pas ces grades.

## Principales structures
Hors du Japon, la France a longtemps été le pays qui comptait le plus de pratiquants d'aïkido, avec près de 60 000 licenciés (d'après les fédérations en 1997).
Au dernier recensement de 2021, la FFAAA comptait 15180 adhérents et la FFAB 13660, soit 28840 pour les deux fédérations.
Initialement en France, les clubs d'aïkido étaient affiliés à la fédération de judo, la FFJDA ; l'aïkido s'est séparé de cette fédération avec la FFLAB, crée en mai 1982. En 1984, la FFAAA voit le jour dans la FFJDA.
En octobre 1985, la FFLAB devient la FFAB et la FFAAA sort de la FFJDA pour devenir indépendante.
Ce qui entraîne l'existence de deux fédérations indépendamment reliées avec l'Aikikai So Hombu japonais, et comprenant de nombreux courants :
- la FFAAA (ou 2F3A), Fédération française d'Aïkido, d'Aïkibudo et Affinitaires, qui comprend aussi :
  - le groupe Aïkido (737 clubs), dont le référent technique est Christian Tissier
  - le groupe Aïkibudo (98 clubs), anciennement Aïkido-jujutsu du Yoseïkan, dont le référent technique est Alain Floquet
  - le groupe Kinomichi dont le référent technique est le Conseil Supérieur du Kinomichi (Bleyer C, Cortier JP, Forni L, Thomas H responsable)
  - le groupe wanomichi dont le référent technique est Daniel Toutain;
- la FFAB, Fédération française d'Aïkido et de Budo, qui comprend principalement :
  - l'Aikikai de France, dont le référent technique historique était Tamura senseï shihan (uchi deshi du fondateur) jusqu'à son décès en 2010 (694 clubs) ;
  - le GHAAN, le Groupe historique d'aïkido André Nocquet (51 clubs) ; d'abord l'élève de Tadashi Abe dès 1952, André Nocquet (mort en 1999) parti au Japon en 1958 suivre l'enseignement du créateur de l'aïkido ; son groupe a rejoint la FFAB en 1985 ;
  - le groupe Iwama ryu, un des groupes ayant pour but la transmission de l'aïkido de Morihiro Saïto senseï (décédé en 2002), représenté actuellement[Quand ?] par Jean-Marc Serio 6e dan Aikikaï de Tokyo, élève direct de Morihiro Saito ;
  - la branche Aikido Shodokan sous la direction technique de Satoru Tsuchiya Senseï, élève de Tetsuro Nariyama Shihan successeur de Kenji Tomiki Shihan ;
  - la fédération a une relation privilégiée avec le Cercle de iaidō qui est sous la direction technique de Michel Prouvèze, 6e dan aïkido, 4e dan iaïdo.

Le ministère de la Jeunesse et des sports ne délivre normalement d'agrément que pour une seule fédération par sport, et fait donc pression sur la FFAB et la FFAAA pour qu'elles fusionnent. Cette fusion a jusqu'ici achoppé sur des différences d'approche pédagogique et technique (ouverture aux différents styles à la FFAB, recherche d'une uniformité à la FFAAA) ainsi que sur la répartition des postes d'expertise technique et de direction.
Outre ces deux fédérations, il existe un grand nombre de groupes où les différences sont d'ordre pédagogique, technique, spirituel, personnel, hiérarchique, sportif, etc. Ces groupes ont leurs structures et systèmes de délivrance de grades propres.
Bien qu'un certain nombre de tierces parties indiquent que la Fédération internationale d'aïkido ne reconnaît que la FFAAA, le site officiel de celle-ci confirme que la FIA reconnaît l'UFA, incluant donc la FFAAA et la FFAB.

### Union des Fédérations d'Aïkido
L'Union des Fédérations d'Aïkido (UFA) est une structure d'État qui regroupe les deux grandes fédérations d'aikido françaises : la FFAB et la FFAAA — ainsi que les groupes et disciplines qui leur sont affiliés — exemple : GHAAN (Groupe Historique d'Aïkido d'André Nocquet), Fédération de Kyudo, Kinomichi de Maître Noro, Aikibudo de Maître Floquet, etc.
L'UFA est le seul groupement qui permet de délivrer des grades d'État reconnus par l'État français (ceinture noire 1er, 2e, 3e dan, etc.) ainsi que les diplômes permettant d'accéder au statut d'enseignant (brevet d'État d'éducateur sportif 1er et 2e degré, brevet fédéral…)
Sous le mandat présidentiel de Jacques Chirac, l'Union des Fédérations d'Aïkido avait pour vocation la fusion de la FFAB et la FFAAA en une seule et unique fédération, car l'État français ne reconnait normalement qu'un seul groupe par discipline (d'où la création de l'UFA qui structure les deux fédérations). Le projet est maintenant au repos, le ministère concerné s'est orienté vers d'autres priorités et semble admettre les différences significatives entre les deux fédérations.

### Passages de gradesdan
En France, certaines délivrances de dan sont contrôlées par l'État, qui autorise une fédération à les délivrer, et vise, selon la  proposition de loi, à « éviter entre autres les dérives sectaires ». Bien que la délivrance « officielle » n'a d'importance que si la personne veut enseigner en étant salariée, puisqu'elle doit alors passer son brevet d'État, cette législation est souvent critiquée par les écoles non attachées aux fédérations désignées par l'État.
Les deux fédérations d'aïkido organisent ainsi les passages de dan en commun sous l'autorité de l'UFA, Union des fédérations d'Aïkido. C'est l'UFA qui est reconnue par le ministère de la Jeunesse et des Sports. De ce fait, les dan délivrés par l'UFA constituent des diplômes d'État. Cette exigence de l'État français, et de nombreux autres États européens, repose sur la collation des grades par un jury ne connaissant en général pas le pratiquant avant l'examen.
Ce fonctionnement s'oppose à la collation traditionnelle des grades au Japon, où le dan est décerné par l'enseignant puis par le maître de celui-ci sur recommandation de l'enseignant, et implique une longue période d'observation du pratiquant. De ce fait, l'État français ne reconnaît pas les grades décernés par l'Aikikai, sauf à partir du 5e dan, et réciproquement, l'Aikikai ne reconnaît pas les grades français. Il existe ainsi en France des examens spécifiques de grades Aikikai, organisés au sein de chaque fédération, durant lesquels les candidats sont évalués par des examinateurs spécialement habilités. La coutume veut qu'on ne se présente à un examen Aikikai qu'une fois titulaire du grade français de niveau correspondant. On peut enfin noter que cette situation est assez générale. Les élèves de Kazuo Chiba, au sein du Birankai peuvent choisir au moment de leur passage si leur grade sera valable au sein de leur seul groupe ou si Me Chiba doit demander leur homologation à l'Aikikai.
Au-delà du 4e dan, il n'existe plus d'examen. La promotion repose sur la qualité de la pratique et de l'enseignement (facteur déjà pris en compte au 4e dan). Elle se fait sur proposition à l'Aikikai par certaines instances dédiées, comme la Commission Haut Niveau de la FFAB. Plusieurs hauts gradés se rendent également au Japon pour pratiquer de manière intensive et passer leurs grades supérieurs directement à l'Aikikai Hombu Dojo.
Pour les écoles hors du regroupement de l'UFA, les passages de grades se font sur proposition de l'enseignant ou d'un collège d'enseignants, parfois confirmé par un responsable technique. Évidemment le sens et la valeur des grades (UFA et hors UFA, voire d'autres « branches » que celle de l'Aikikai) sont difficilement comparables et sont sources de multiples conflits d'autorité.

### Autres voies d'enseignements
Toujours à propos de la France, il existe de nombreux groupes et sous-groupes où des différences sont d'ordres pédagogique, technique, spirituel, personnel, hiérarchique, sportif, etc.
On peut citer parmi ces autres groupes, la FAAGE (Fédération d'aïkiryu et arts du geste) fondée par Charles Abelé, l'Institut Français du Kinomichi (IFK) qui organise au niveau national et international le Kinomichi fondé par Maître Masamichi Noro 7e dan d'Aïkido et ancien uchi deshi de Maître Morihei Ueshiba, l'AIATJ, Association Internationale d’Aïkido Traditionnelle du Japon anciennement AFATJ, Association française d'aïkido traditionnel du Japon, créée par Gérard Blaize également habilité à délivrer des grades Aikikai, groupe rattaché à la FFST (Fédération française du sport travailliste), l'ARA, Aïkitaï-jutsu Ryu Abe, créée par Jean-Pierre Le Pierres, la FAT, Fédération d'aïkido traditionnel fondée par Daniel André Brun, l'Aiki Budo - FFAMDA fondé par Jean-Pierre Rouvière au sein de la Fédération Française d'Arts Martiaux et Disciplines Affinitaires, ou encore l'EPA-ISTA (Europe Promotion Aïkido - International School of Traditional Aïkido) d'Alain Peyrache, élève de Nobuyoshi Tamura.
La branche Iwama est également représentée en France par quatre élèves de Morihiro Saito :
- Philippe Voarino (6e dan Iwama ryu, 5 mokuroku d'armes) au sein de TAI ;
- Daniel Toutain (6e dan, 5 mokuroku d'armes) au sein de la Fundamental Aikido Association.
- Patricia Guerri (5e dan, 5 mokuroku d'armes) au sein de l'école Aikibukikai ;
- Jean-Marc Serio (6e dan Iwama Takemusu Aïkido, 5 mokuroku d'armes et 6e dan Aïkikaï de Tokyo) au sein de Takemusu Aïkido Renmei France.

Le groupe D.I.R.A.F Dento Iwama Ryu Aikido France est affilié à Iwama Shin Shin Aiki Shuren Kai, la branche dirigée par le fils de Morihiro Saito: Hitohiro Saitō. 
Citons également le groupe Birankaï, dont le référent technique est Chiba sensei, installé aux États-Unis ou l'Académie Shingitaï Ryu dont le Soke est Patrick Dimayuga 8e dan et shihan Dai Nippon Butokukai.
L'on peut citer encore parmi les dizaines de dojos privés l'école autonome d'Aïkido (EAA) Kobayashi Hirokazu (E2AKH), qui décerne ses propres grades, les dojos dont les enseignants sont distingués par l'Aïkikaï de Tokyo, l'école Yuki Ho Ecole Itsuo Studa de rayonnement international. Ces écoles ont toutes en commun la référence à O Sensei et à son enseignement.